# One World Tour

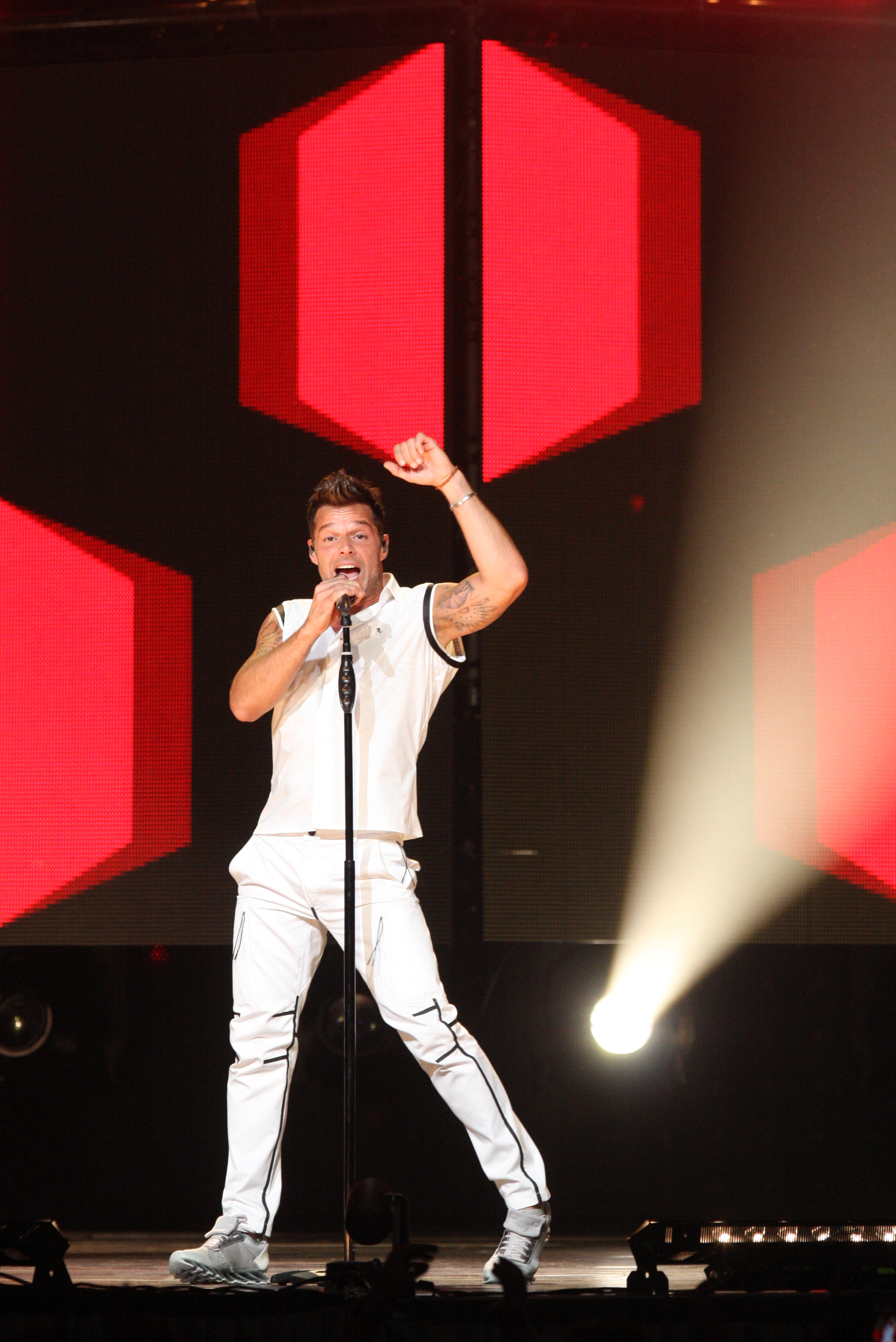
Ricky Martin podczas koncertu w Sydney

One World Tour – dziesiąta trasa koncertowa portorykańskiego wokalisty Ricky`ego Martina, promująca album A Quien Quiera Escuchar z 2015.
Trasa rozpoczęła się 17 kwietnia 2015 w Auckland w Nowej Zelandii.

## Lista utworów
1. "Mr. Put It Down"
2. "This Is Good"
3. "Drop It on Me"
4. "Shake Your Bon-Bon"
5. "Adrenalina"
6. "Vuelve"
7. "Livin’ la Vida Loca"
8. "She Bangs"
9. "Come with Me"
10. "I Am Made Of You"
11. "Disparo al Corazón"
12. "She’s All I Ever Had"
13. "Private Emotion"
14. "Nobody Wants to Be Lonely"
15. "Adiós"
16. "La Bomba"
17. "María"
18. "Por Arriba, Por Abajo"

## Koncerty
| Data                 | Miasto        | Państwo           | Miejsce                                      |
| -------------------- | ------------- | ----------------- | -------------------------------------------- |
| Oceania              |               |                   |                                              |
| 17 kwietnia 2015     | Auckland      | Nowa Zelandia     | Vector Arena                                 |
| 18 kwietnia 2015     | Wellington    | Nowa Zelandia     | TSB Bank Arena                               |
| 19 kwietnia 2015     | Hamilton      | Nowa Zelandia     | Claudelands Arena                            |
| 21 kwietnia 2015     | Christchurch  | Nowa Zelandia     | CBS Canterbury Arena                         |
| 24 kwietnia 2015     | Townsville    | Australia         | Townsville Entertainment & Convention Centre |
| 25 kwietnia 2015     | Townsville    | Australia         | Townsville Entertainment & Convention Centre |
| 28 kwietnia 2015     | Brisbane      | Australia         | Brisbane Entertainment Centre                |
| 30 kwietnia 2015     | Sydney        | Australia         | Allphones Arena                              |
| 2 maja 2015          | Melbourne     | Australia         | Rod Laver Arena                              |
| 5 maja 2015          | Adelaide      | Australia         | Adelaide Entertainment Centre                |
| 8 maja 2015          | Perth         | Australia         | Perth Arena                                  |
| Ameryka Północna     |               |                   |                                              |
| 10 czerwca 2015      | Monterrey     | Meksyk            | Monterrey Arena                              |
| 11 czerwca 2015      | Monterrey     | Meksyk            | Monterrey Arena                              |
| 13 czerwca 2015      | Tampico       | Meksyk            | Expo Tampico                                 |
| 17 czerwca 2015      | Guadalajara   | Meksyk            | Auditorio Telmex                             |
| 18 czerwca 2015      | Guadalajara   | Meksyk            | Auditorio Telmex                             |
| 19 czerwca 2015      | Meksyk        | Meksyk            | Auditorio Nacional                           |
| 20 czerwca 2015      | Meksyk        | Meksyk            | Auditorio Nacional                           |
| 15 września 2015     | Las Vegas     | Stany Zjednoczone | The AXIS                                     |
| 17 września 2015     | Oakland       | Stany Zjednoczone | Oracle Arena                                 |
| 19 września 2015     | Inglewood     | Stany Zjednoczone | Kia Forum                                    |
| 20 września 2015     | San Diego     | Stany Zjednoczone | Viejas Arena                                 |
| 24 września 2015     | Albuquerque   | Stany Zjednoczone | Sandia Casino Amphitheater                   |
| 26 września 2015     | Phoenix       | Stany Zjednoczone | Comerica Theatre                             |
| 27 września 2015     | El Paso       | Stany Zjednoczone | El Paso County Coliseum                      |
| 29 września 2015     | Hidalgo       | Stany Zjednoczone | State Farm Arena                             |
| 30 września 2015     | Houston       | Stany Zjednoczone | Toyota Arena                                 |
| 1 października 2015  | Laredo        | Stany Zjednoczone | Laredo Energy Arena                          |
| 3 października 2015  | San Antonio   | Stany Zjednoczone | Freeman Coliseum                             |
| 4 października 2015  | Dallas        | Stany Zjednoczone | Gexa Energy Pavilion                         |
| 8 października 2015  | Nowy Jork     | Stany Zjednoczone | Madison Square Garden                        |
| 9 października 2015  | Fairfax       | Stany Zjednoczone | Patriot Center                               |
| 11 października 2015 | Rosemont      | Stany Zjednoczone | Allstate Arena                               |
| 14 października 2015 | Montreal      | Kanada            | Bell Centre                                  |
| 15 października 2015 | Toronto       | Kanada            | Air Canada Centre                            |
| 17 października 2015 | Atlantic City | Stany Zjednoczone | Boardwalk Hall                               |
| 18 października 2015 | Uncasville    | Stany Zjednoczone | Mohegan Sun Arena                            |
| 21 października 2015 | Durham        | Stany Zjednoczone | Durham Performing Arts Center                |
| 22 października 2015 | Atlanta       | Stany Zjednoczone | Philips Arena                                |
| 24 października 2015 | Miami         | Stany Zjednoczone | American Airlines Arena                      |
| 25 października 2015 | Orlando       | Stany Zjednoczone | Amway Center                                 |